# Mbigou
Mbigou – miasto w Gabonie w prowincji Ngounié. Miasto liczyło według spisu z 1993 roku 3000 mieszkańców, według szacunków na 2008 rok liczy ok. 5099 mieszkańców. W mieście znajduje się port lotniczy Mbigou.